# Mary Taylor
Mary Taylor, född 1817 i Gomersal nära Bradford i West Yorkshire, död 1 mars 1893, var en brittisk-nyzeeländsk författare och feminist.  
Hon kom från en förmögen familj och hade emigrerat till Nya Zeeland därför att hon ville försörja sig själv av ideologiska skäl snarare än nödvändighet. Hon drev en framgångsrik butik i Wellington mellan 1842 och 1858 innan hon återvände till England. Hon kände stor stolthet över att kunna försörja sig själv, vilket också påverkade hennes produktion som författare. Hon utgav flera böcker där hon förde fram den då radikala åsikten att alla kvinnor borde försörja sig själva genom yrkesverksamhet eftersom ekonomiskt oberoende gav frihet.